# Астрономічні константи
Не плутати з космологічною константою.
Астрономічні константи — будь-які фізичні константи, які використовуються в астрономії. Офіційні набори констант разом із їхніми рекомендованими значеннями визначив Міжнародний астрономічний союз (МАС) — спершу в 1964-му, потім в 1976 році (з оновленням у 1994-му). У 2009 році МАС ухвалив новий набір констант і, усвідомлюючи, що нові спостереження й методи постійно покращують їхні значення, вирішив не фіксувати ці значення, а натомість доручити Робочій групі з числових стандартів (Working Group on Numerical Standards) постійно підтримувати набір Поточних найкращих оцінок. На цей набір констант широко посилаються в таких виданнях, як Астрономічний альманах Військово-морської обсерваторії Сполучених Штатів Америки та Морський альманах, який випускає Офіс морського альманаху Його Величності (Велика Британія).
Окрім МАС, перелік одиниць і констант, які мають стосунок до орієнтації й обертання Землі, у своїх технічних нотатках визначає також Міжнародна служба обертання Землі (IERS).
Система констант МАС визначає систему астрономічних одиниць довжини, маси й часу (точніше, кілька таких систем), а також містить константи, як-от швидкість світла та гравітаційна стала, що уможливлюють перетворення між астрономічними одиницями вимірювання (не плутати з астрономічною одиницею) та одиницями, визначеними в системі SI.
Значення констант дещо різні залежно від того, яка система відліку використовується. Значення, наведені в барицентричному динамічному часі (TDB) або еквівалентних часових масштабах, як-от ефемеридний час (Teph) за ефемеридами Лабораторії реактивного руху, являють собою середні значення, які буде виміряно спостерігачем у барицентрі Сонячної системи (із власною довжиною і у власному часі) протягом тривалого періоду.

## Астрономічна система одиниць
В Астрономічній системі одиниць застосовуються такі основні константи:
- Астрономічною одиницею часу є проміжок часу в одну добу (D), що дорівнює 86 400 секундам.
- Астрономічна одиниця маси — маса Сонця (S).
- Астрономічною одиницею довжини є така довжина (A), для якої гравітаційна стала Гаусса[en] (k) набуває значення 0,017 202 098 95, коли одиницями вимірювання є астрономічні одиниці довжини, маси та часу[2].

## Таблиця астрономічних констант
| Величина                                                                                                   | Позначення    | Значення                              | Відносна невизначеність | Примітка      |
| --- | ------------- | ------------------------------------- | ----------------------- | ------------- |
| Визначальні константи                                                                                      |               |                                       |                         |               |
| Гравітаційна стала Гаусса                                                                                  | k             | 0,017 202 098 95 A3/2 S−1/2 D−1       | Визначена               | [ 8 ]         |
| Швидкість світла                                                                                           | c             | 299 792 458 м·с−1                     | Визначена               | [ 9 ]         |
| Середнє відношення секунди геоцентричного координатного часу до секунди земного часу                       | 1 − LG        | 1 − 6,969 290 134 × 10−10             | Визначена               | [ 10 ]        |
| Середнє відношення секунди баріцентричного координатного часу до секунди баріцентричного динамічного часу  | 1 − LB        | 1 − 1,550 519 767 72 × 10−8           | Визначена               | [ 11 ]        |
| Основні константи                                                                                          |               |                                       |                         |               |
| Середнє відношення секунди баріцентричного координатного часу до секунди геоцентричного координатного часу | 1 − LC        | 1 − 1,480 826 867 41 × 10−8           | 1,4 × 10−9              | [ 10 ]        |
| Світлове-часова корекція для астрономічної одиниці                                                         | τA            | 499,004 783 836 156 с                 | A/c                     | [ 12 ]        |
| Екваторіальний радіус Землі                                                                                | ae            | 6,378 1366 × 106 м                    | 1,6 × 10−8              | [ 13 ]        |
| Потенціал геоїда                                                                                           | W0            | 6,263 685 60 × 107 м2 с−2             | 8,0 × 10−9              | [ 13 ]        |
| Динамічний формфактор для Землі                                                                            | J2            | 0,001 082 6359                        | 9,2 × 10−8              | [ 13 ]        |
| Коефіцієнт сплющеності Землі                                                                               | 1/ƒ           | 0,003 352 8197 = 1/298,256 42         | 3,4 × 10−8              | [ 13 ]        |
| Геоцентрична гравітаційна стала                                                                            | GE            | 3,986 004 391 × 1014 м3 с−2           | 2,0 × 10−9              | [ 14 ]        |
| Гравітаційна стала                                                                                         | G             | 6,674 30 × 10−11 м3 кг−1 с−2          | 1,5 × 10−4              | [ 12 ]        |
| Відношення маси Місяця до маси Землі                                                                       | μ             | 0,012 300 0383 = 1/81,300 56          | 4,0 × 10−8              | [ 14 ] [ 13 ] |
| Загальна прецесія за довготою, за юліанське століття, у стандартну епоху 2000                              | ρ             | 5028,796 195″                         | *                       | [ 15 ]        |
| Нахил відносно екліптики, у стандартну епоху 2000                                                          | ε             | 23° 26′ 21,406″                       | *                       | [ 15 ]        |
| Похідні константи                                                                                          |               |                                       |                         |               |
| Константа нутації у стандартну епоху 2000                                                                  | N             | 9,205 2331″                           | *                       | [ 16 ]        |
| Астрономічна одиниця                                                                                       | A             | 149 597 870 700 м                     | Визначена               | [ 17 ]        |
| Сонячний паралакс = arcsin(ae/A)                                                                           | π☉            | 8,794 1433″                           | 1,6 × 10−8              | †             |
| Константа аберації в стандартну епоху 2000                                                                 | κ             | 20,495 52″                            |                         | [ 8 ]         |
| Геоцентрична гравітаційна стала = A3k2/D2                                                                  | GS            | 1,327 2440 × 1020 м3 с−2              | 3,8 × 10−10             | [ 13 ]        |
| Відношення маси Сонця до маси Землі = (GS)/(GE)                                                            | S/E           | 332 946,050 895                       |                         | [ 14 ]        |
| Відношення маси Сонця до маси системи Земля — Місяць                                                       | (S/E) (1 + μ) | 328 900,561 400                       |                         | [ 14 ]        |
| Маса Сонця = (GS)/G                                                                                        | S             | 1,98855 × 1030 кг                     | 1,0 × 10−4              | †             |
| Система планетних мас: відношення маси Сонця до маси планети                                               |               |                                       |                         |               |
| Меркурій                                                                                                   |               | 6 023 600                             |                         |               |
| Венера |               | 408 523,71                            |                         |               |
| Система Земля — Місяць                                                                                     |               | 328 900,561 400                       |                         |               |
| Марс |               | 3 098 708                             |                         |               |
| Юпітер |               | 1047,3486                             |                         |               |
| Сатурн |               | 3497,898                              |                         |               |
| Уран |               | 22 902,98                             |                         |               |
| Нептун |               | 19 412,24                             |                         |               |
| Плутон |               | 135 200 000                           |                         |               |
| Інші константи (поза Астрономічною системою одиниць)                                                       |               |                                       |                         |               |
| Парсек = A/tan(1")                                                                                         | pc            | 3,085 677 581 28 × 1016 м             | 4,0 × 10−11             | †             |
| Світловий рік = 365,25 cD                                                                                  | ly            | 9,460 730 472 5808 × 1015 м           | Визначена               | †             |
| Стала Габбла                                                                                               | H0            | 70,1 км с−1 Мпк−1                     | 0,019                   | [ 18 ]        |
| Світність Сонця                                                                                            | L☉            | 3,939 × 1026 Вт = 2,107 × 10−15 S D−1 | Змінна, ±0,1 %          | [ 19 ]        |

Примітки
* Теорії прецесії й нутації розвинулися з 1976 року, і вони також впливають на визначення екліптики. Наведені тут значення підходять для старих теорій; для сучасних моделей потрібні додаткові константи.
† Визначення цих похідних констант узяті з наведених джерел, але їхні значення перераховані з урахуванням точніших значень первинних констант, наведених у таблиці.